# 布雷克·摩爾
布莱克·大卫·穆尔（英語：Blake David Moore，1980年6月22日—）是来自美国犹他州的政治人物及前外交官，隶属于共和党，从2021年1月起担任猶他州第一國會選區联邦众议员。

## 早年生活和教育
穆尔出生并成长于美国犹他州奥格登，高中就读于奥格登高中并于1998年毕业。在高中期间，他曾担任校橄榄球队的四分卫。他于1997年时获得了温迪高中海斯曼纪念奖杯。除此之外，他还是鹰级童军的成员。
高中毕业后，穆尔就读于犹他州立大学并获得了橄榄球奖学金。他在大一期间的舍友是美国出生的阿塞拜疆裔NBA球员斯宾塞·尼尔森。大一期间，他前往韩国首尔进行摩门教传教工作，因此他的橄榄球奖学金被取消了。
在结束传教任务回国后，穆尔转学到了犹他大学就读，并在那里获得了行为科学与商业专业的文学学士学位。之后他又就读于西北大学，并获得了公共政策专业的硕士学位。

## 职业生涯
穆尔曾在美国国务院短暂担任过外交官，并曾在位于盐湖城的管理咨询公司西塞罗集团担任商业顾问。

## 联邦众议员

### 选举

#### 2020年
2020年，布雷克·穆尔宣布参与2020年猶他州第一國會選區的联邦众议员选举。在共和党会议中，穆尔经多轮投票后的得票数于12名共和党候选人中排名第二，仅次于韦伯县专员克里·吉布森。而其他两位候选人戴維斯縣专员鲍勃·史蒂文森以及凯斯维尔市市长凯蒂·威特则通过收集签名的方式得以进入决选。在共和党提名的过程中，穆尔因他本人不住在该选区内而受到批评。不过根据规定，联邦众议员候选人不需要住在本选区，只需要住在本州即可。最终，布雷克·穆尔在初选中以30%的得票率获得了共和党提名。
在决选中，穆尔以得票率69.5%对30.4%的优势击败了民主党候选人达伦·帕里获得胜利。穆尔于2021年1月3日上任，标志着该选区十八年来首次出现议员变动。而自1981年以来，共和党就一直控制着该选区。尽管联邦众议员是全球最有权势的团体，但是穆尔一直以来都更看重“小联盟教练”的头衔。

#### 2022年
在2022年的共和党初选中，穆尔需要面对蒂娜·坎农和安德鲁·巴杰的挑战。5月15日，犹他州参议院议长斯图尔特·亚当斯在报纸德瑟雷特新闻中发表社论对穆尔表示支持。穆尔在初选中以57.6%的得票率顺利胜出，并在决选中以得票率66.97%对33.03%的优势击败了民主党候选人里克·琼斯得以连任。
2023年11月8日，摩爾擊敗其他六名候選人，成為众议院共和党会议副主席，該職位因邁克·約翰遜就任眾議院議長而空出。